# Реслманія XX
«Реслманія» (англ. «WrestleMania», в хронології відома як «Реслманія XX») — дватцята Реслманія в історії. Шоу проходило 14 березня 2004 року у Нью-Йорку в Медісон-сквер-гарден.
Шоу коментували Джим Росс і Джеррі «Король» Лоулер від арени RAW та Майкл Коул і Тазз від арени  SmackDown.